# Scottish Open 2010
Die Scottish Open 2010 fanden vom 24. bis zum 28. November 2010 in Glasgow statt. Der Referee war Marcel Schormans aus den Niederlanden. Das Preisgeld betrug 15.000 US-Dollar, wodurch das Turnier in das BWF-Level 4A eingeordnet wurde. Es war die 92. Austragung dieser internationalen Meisterschaften von Schottland im Badminton.

## Austragungsort
- Kelvin Hall, Glasgow

## Finalergebnisse
| Disziplin    | Sieger                         | Finalist                           | Ergebnis          |
| ------------ | ------------------------------ | ---------------------------------- | ----------------- |
| Herreneinzel | Anand Pawar                    | Ville Lång                         | 21:9 21:10        |
| Dameneinzel  | Tatyana Bibik                  | Elizabeth Cann                     | 25:23 21:12       |
| Herrendoppel | Marcus Ellis Peter Mills       | Chris Adcock Andrew Ellis          | 21:19 11:21 21:15 |
| Damendoppel  | Jenny Wallwork Gabrielle White | Mariana Agathangelou Heather Olver | 21:17 21:17       |
| Mixed        | Chris Adcock Imogen Bankier    | Till Zander Gitte Köhler           | 21:10 21:12       |